# Ванићи
Ванићи су насељено мјесто у општини Двор, у Банији, Сисачко-мославачка жупанија, Република Хрватска.

## Историја
Ванићи су се од распада Југославије до августа 1995. године налазили у Републици Српској Крајини.

## Становништво
Насеље је према попису становништва из 2011. године имало 81 становника.
| Националност       | 1991. | 1981. | 1971. | 1961. |
| Срби               | 179   |       |       |       |
| Југословени        | 13    |       |       |       |
| Хрвати             | 1     |       |       |       |
| остали и непознато | 2     |       |       |       |
| Укупно             | 195   | 159   | 127   | 123   |

| Демографија | Демографија | Демографија |
| Година      | Становника  | Становника  |
| ----------- | ----------- | ----------- |
| 1953.       | 115         |             |
| 1961.       | 123         |             |
| 1971.       | 127         |             |
| 1981.       | 159         |             |
| 1991.       | 195         |             |
| 2001.       | 86          |             |
| 2011.       |             | 81          |